# Fernando I de Portugal
Fernando I (Coimbra, 31 de outubro de 1345 – Lisboa, 22 de outubro de 1383), apelidado de o Formoso e o Inconstante, foi Rei de Portugal e Algarve de 1367 até sua morte, o último monarca português da Casa de Borgonha e o nono rei de Portugal. Foi o último filho de Pedro I e de sua esposa Constança Manuel. 
Era um “amador de mulheres e chegador a elas”, conta-nos Fernão Lopes, e tinha uma obsessão com a caça. Para ele, a vida da corte era um tédio que se aliviava com perseguições a fidalgas, lebres e pombos.
Com apoio da nobreza castelhana e descontente com o rei de Castela que matou o antecessor, Fernando chegou a ser aclamado rei em diversas cidades importantes de Norte a Sul da Galiza. Travou guerras contra Castela, ficando essas conhecidas por Guerras Fernandinas.
A sua morte sem herdeiro varão levou à Crise de 1383–1385.
É conhecido pela lei das sesmarias.

## Vida
Foi o terceiro filho de seus pais. O irmão mais velho, Luís, nascido um ano antes, morreu com uma semana. Teve uma irmã, Maria, nascida três anos antes.
Com apenas três semanas de vida ficou órfão de mãe. Seu pai passou a estar livre para ficar com Inês de Castro, com quem teve vários filhos, mas com a desaprovação do então rei Afonso IV, avô paterno de Fernando.
Tornou-se rei em 1367, com 21 anos, após a morte de seu pai, Pedro I. Herdou um reino em paz e com o erário público cheio.
Fernando, como bisneto de D. Sancho IV de Castela, através da avó paterna, Beatriz, envolveu-se em três guerras contra o país vizinho, disputando o trono de Castela.
Em 1378, deu-se o grande cisma do Ocidente. Portugal alternava entre o papa de Roma e o papa de Avinhão. Estas alianças que eram desfeitas contribuíram para o cognome o Inconstante.
No seu reinado de 16 anos, a nobreza adquire grande influência, em particular o conde de Barcelos, João Afonso Telo de Meneses, tio de Leonor Teles.
Faleceu de tuberculose pouco antes de completar os 38 anos.

### Casamento

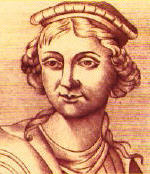
Rainha Leonor Teles

O rei apaixona-se por D. Leonor Teles de Menezes, já casada com João Lourenço da Cunha.
O primeiro casamento de D. Leonor foi anulado. Os rumores do casamento do rei, valeu-lhe forte contestação interna, levando a população de Lisboa à revolta. O rei finge que irá ouvir os revoltosos, mas D. Fernando foge de Lisboa e casa com ela, a 15 de maio de 1372 no Mosteiro de Leça do Balio. A propriedade pertencia na altura à ordem do Hospital, sendo o prior, Álvaro Gonçalves Pereira, conselheiro do rei e pai de Nuno Álvares. Quando volta à capital, a revolta é reprimida e os cabecilhas executados.
A rainha acabou por ser bastante impopular por culpa da repressão. O casamento não foi bem recebido pelo povo e sendo duma família nobre muito influente, a política do rei ia no sentido de agradar à nobreza, contribuindo ainda mais para a impopularidade da rainha.
Desse casamento nasceu a filha Beatriz que casou com o rei de Castela, em 1383. Esta situação colocava o país em risco.

## Reinado

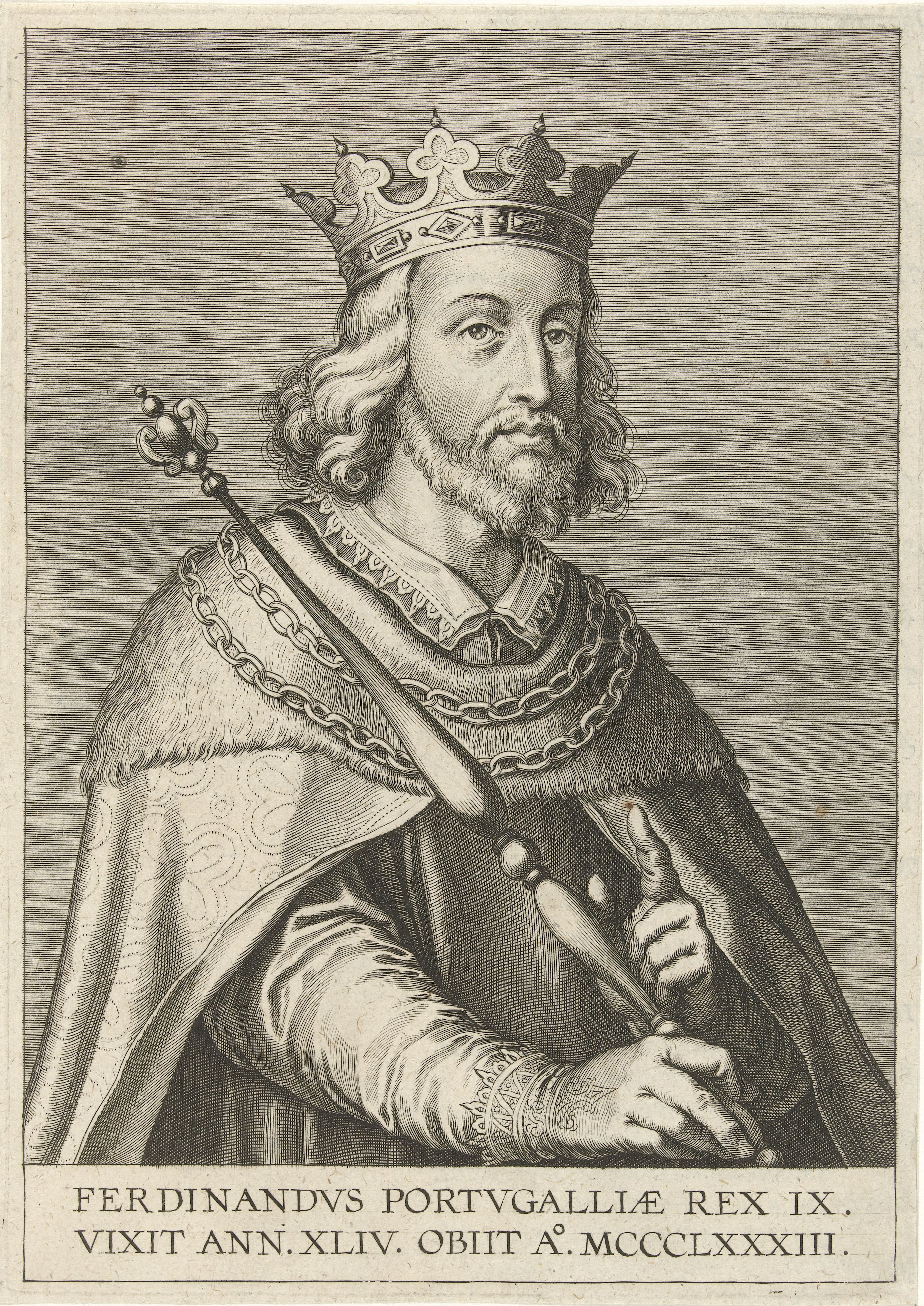
Retrato do rei Fernando.

Quando começou a reinar, a Europa tinha passado pela peste negra 20 anos antes, matando boa parte da população; isso causou quebra na mão-de-obra, aumentou o custo de vida e os salários desceram. A população migrava do campo para a cidade, procurando melhores condições.
O início do reinado de D. Fernando foi marcado pela política externa. Dois anos após ser rei, em 1369, D. Pedro I de Castela, primo direito de Fernando, morreu sem deixar herdeiros masculinos. Esse rei foi morto por D. Henrique de Trastâmara, irmão bastardo de Pedro que se havia declarado rei. Esse facto motivou o começo da guerra com Castela.
Foram feitas alianças com a Inglaterra, como consequência das guerras contra Castela. Alianças foram feitas em 1372, com o Tratado de Tagilde e em 1380, com o tratado de Estremoz. Nessas alianças, o rei apoiava a pretensão de João de Gante, casado com a filha mais velha de Pedro I de Castela, Constança. Essas alianças colocam o país no cenário da guerra dos cem anos.
Durante esse reinado deu-se o grande cisma do Ocidente, contribuindo ainda mais para as guerras vividas na Europa.
Internamente houve algumas reformas, como a Lei das Sesmarias e a construção de novas muralhas em Lisboa, Porto e Évora. A construção da nova muralha de Lisboa deu-se entre 1373-75, pelo sistema de anúduva. A cidade tinha crescido imenso desde o último século e parte estava extramuros.
Foi um reinado de crise administrativa, política e social, mas não de crise económica.

### Política externa

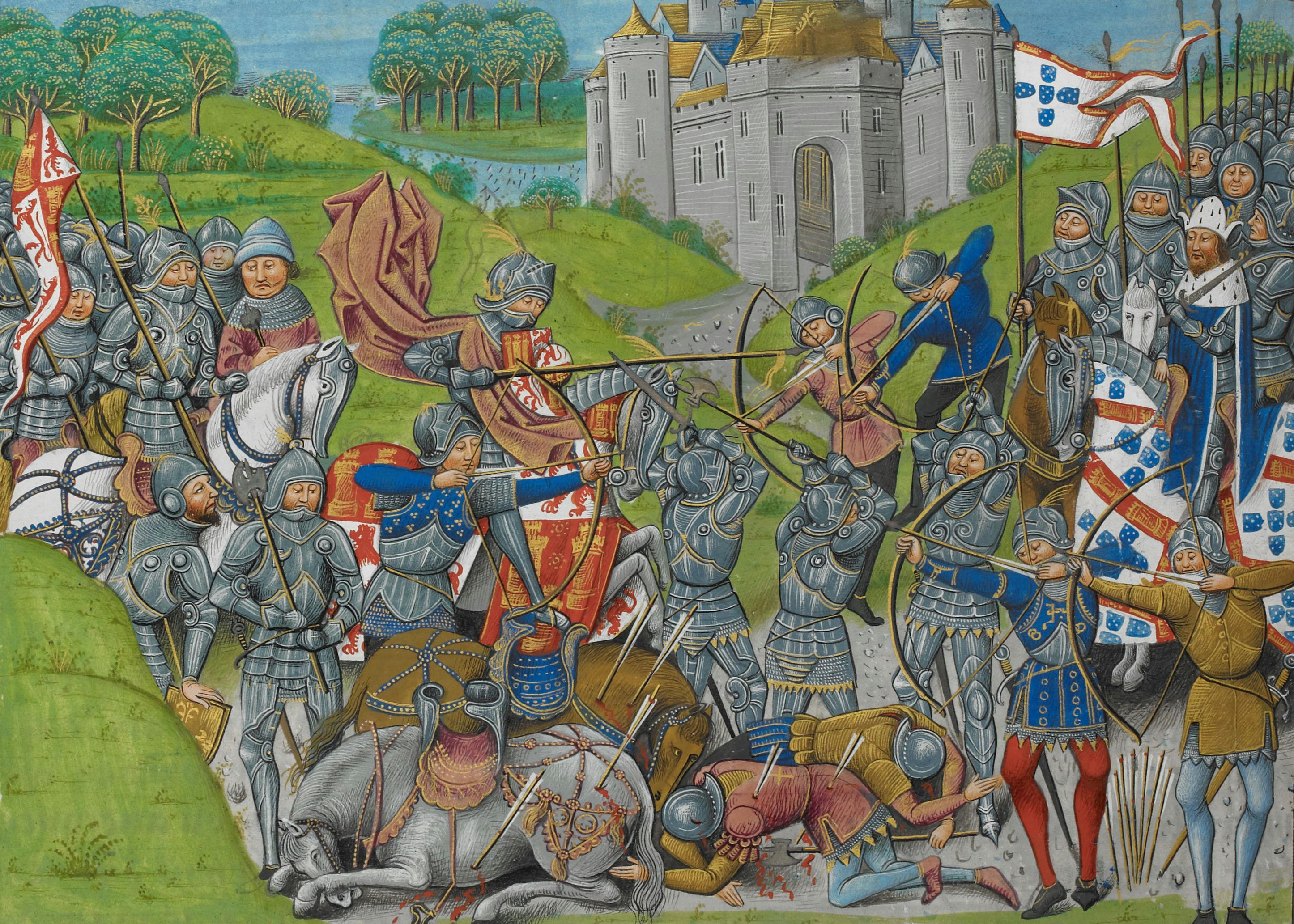
Episódio 44 das guerras fernandinas: o exército luso-inglês (do lado direito) derrota uma vanguarda francesa às ordens do Rei de Castela. D. Fernando é a figura a cavalo, à direita.

Tal como Henrique, Fernando também é bisneto de Sancho IV, mas por via legítima. Ocorre assim a primeira guerra (1369-70),  sem resultados. Portugal tinha como aliado o reino de Aragão e o reino de Granada. O rei prometeu casar com Leonor, filha do rei aragonês. Acabou por desfazer o noivado.
O tratado de paz de 1371, foi feito com intervenção do papa, na altura Gregório XI. Entre os pontos assentes em 1371, no tratado de Alcoutim, D. Fernando é prometido a D. Leonor de Castela, que ainda não tinha 10 anos. Este noivado foi quebrado pelo rei que preferiu uma terceira Leonor, nobre portuguesa.
Em 1372, é redigido o tratado de Tagilde. O rei alia-se ao duque de Lencastre, apoiando a pretensão deste ao trono de Castela. Portugal é assim envolvido na guerra dos cem anos. Inicia-se, então uma segunda guerra que dura um ano. Em 1373 é confirmado aquele tratado com o rei de Inglaterra, Eduardo III.
Quando se dá o grande cisma do Ocidente, Portugal alinha de início com Roma, em 1378-79. Estando em paz com Castela e tendo esta preferido o papa de Avinhão, o rei seguiu o vizinho (1379-81). Quando a aliança com a Inglaterra foi renovada, novamente para Roma (1381-82).
Em 1381 dá-se a terceira guerra, vindo a Portugal uma expedição inglesa comandada pelo conde de Cambridge. Em 1382, termina a última guerra com Castela, pelo tratado de Elvas. Com este tratado, nova mudança para Avinhão (1382-83). Um ano depois, para reforçar a paz e a nova aliança, estipula-se que a única filha legítima de D. Fernando, D. Beatriz de Portugal, case com o rei D. João I de Castela, no tratado de Salvaterra de Magos. Esta opção punha em risco a independência de Portugal e não foi bem recebida pelas classes mais baixas do país.

### Política interna
Após a paz com Castela, terminada a segunda guerra, dedicou-se D. Fernando à administração do reino, mandou reparar muitos castelos e construir outros, e ordenou a construção de novas muralhas em redor de Lisboa e do Porto e outras localidades entre 1373-75. Foi também feita uma reforma na administração pública e legislação contra abusos senhoriais, em 1374. Com vista ao desenvolvimento da agricultura promulgou a Lei das Sesmarias, em 1375. Por esta lei impedia-se o pousio nas terras susceptíveis de aproveitamento e procurava-se aumentar o número de braços dedicados à agricultura. Quem beneficiou com esta medida foram os proprietários ricos. Os salários foram tabelados e o trabalho obrigatório, levando a um mal-estar entre os trabalhadores.
Durante o reinado de D. Fernando alargaram-se, também, as relações mercantis com o estrangeiro, relatando Fernão Lopes a presença em Lisboa de numerosos mercadores de diversas nacionalidades, como: biscainhos, catalães, genoveses, lombardos e milaneses. O comércio externo enriquecia o rei e os mercadores. O desenvolvimento da marinha foi, por tudo isto, muito apoiado, tendo o rei tomado várias medidas dignas de nota, tais como: autorização do corte de madeiras nas matas reais para a construção de navios a partir de certa tonelagem; isenção total de direitos sobre a importação de ferragens e apetrechos para navios; isenção total de direitos sobre a aquisição de navios já feitos. Muito importante, sem qualquer dúvida, foi a criação, em 1380 da Companhia das Naus, da qual o rei era o principal quotista e na qual todos os navios tinham que ser registados, pagando uma percentagem dos lucros de cada viagem para a caixa comum. Serviam depois estes fundos para pagar os prejuízos dos navios que se afundassem ou sofressem avarias.
A partir do casamento, D. Leonor Teles tornara-se cada vez mais influente junto do rei, manobrando a sua intervenção política nas relações exteriores. Aparentemente, D. Fernando mostra-se incapaz de manter uma governação forte e o ambiente político interno ressente-se disso, com intrigas constantes na corte.
Quando D. Fernando falece em 1383, a linha dinástica da dinastia de Borgonha chega ao fim. Leonor Teles é nomeada regente em nome da filha, mas a transição não será pacífica. O rei João I de Castela proclama-se rei de Portugal, quebrando assim os termos do acordo de Salvaterra. Respondendo aos apelos de grande parte dos portugueses para manter o país independente, D. João, mestre de Avis e irmão bastardo de D. Fernando, é aclamado em Lisboa Regedor e Defensor do Reino. O resultado foi a crise de 1383-1385, um período de interregno, onde o caos político e social dominou.
D. João tornou-se no primeiro rei da Dinastia de Avis em 1385.

## Títulos, estilos, e honrarias

### Títulos e estilos
- 31 de Outubro de 1345 – 18 de Janeiro de 1367: "o Infante Fernando de Portugal"
- 18 de Janeiro de 1367 – 22 de Outubro de 1383: "Sua Mercê, o Rei"
- Na Galícia: 23 de Março de 1369 – 31 de Março de 1371: "Sua Mercê, o Rei" (em pretensa)

O estilo oficial de Fernando enquanto Rei era: "Pela Graça de Deus, Fernando I, Rei de Portugal e do Algarve". Em 1369, como afirmação da pretensão de Fernando à Coroa de Castela, a titulatura evolui para: "Pela Graça de Deus, Fernando I, Rei de Castela, de Leão, de Portugal, de Toledo, da Galiza, de Sevilha, de Córdova, de Múrcia, de Jáen, do Algarve, de Algeciras e Senhor de Molina". A titulatura regressou à utilizada no início do seu reinado com a sua renúncia aos títulos castelhanos após a Paz de Alcoutim, em 1371.

## Genealogia

### Descendência
D. Fernando teve uma filha natural antes do seu casamento:
- Isabel (1364—1435), senhora de Viseu, casada com Afonso Henriques, conde de Gijón e Noronha, com geração nos Noronha.

Do casamento com D. Leonor Teles de Menezes nasceram:
- Beatriz (1373—após junho de 1412[15]), pretendente ao trono do pai, casada com o rei D. João I de Castela;
- Um filho falecido quatro dias após nascer[16] (19—23 de julho de 1382);
- Uma filha que morreu à nascença[17] (nascida a 27 de setembro de 1383).

## Túmulo

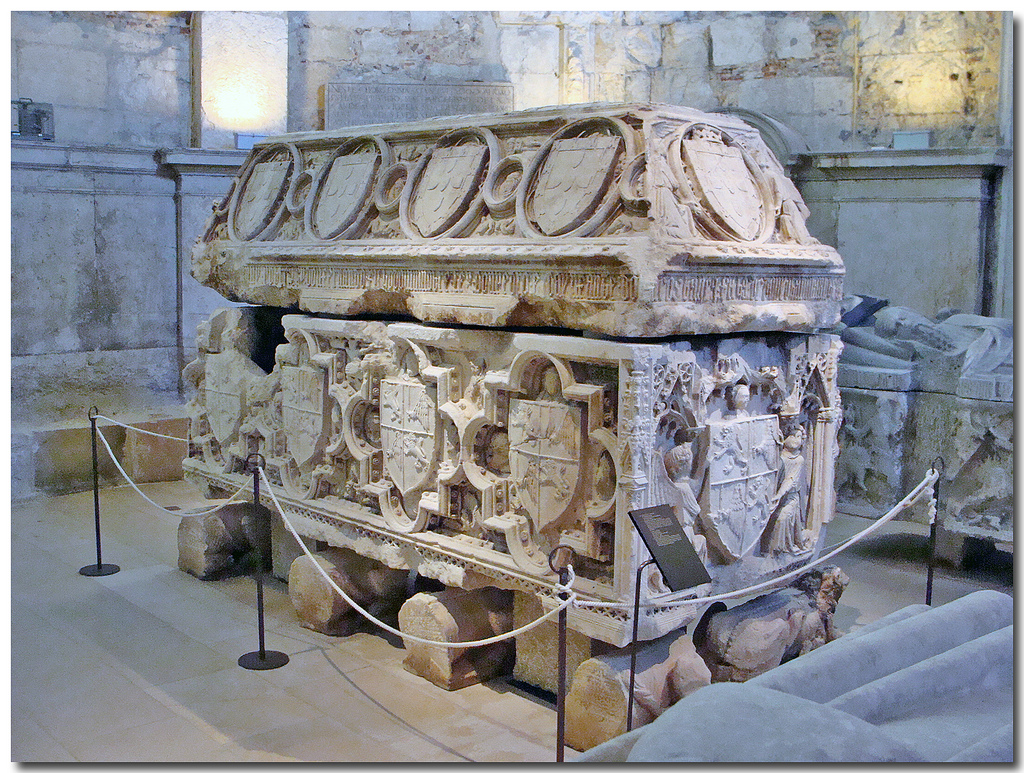
Túmulo gótico de D. Fernando I, actualmente no Convento do Carmo, em Lisboa.

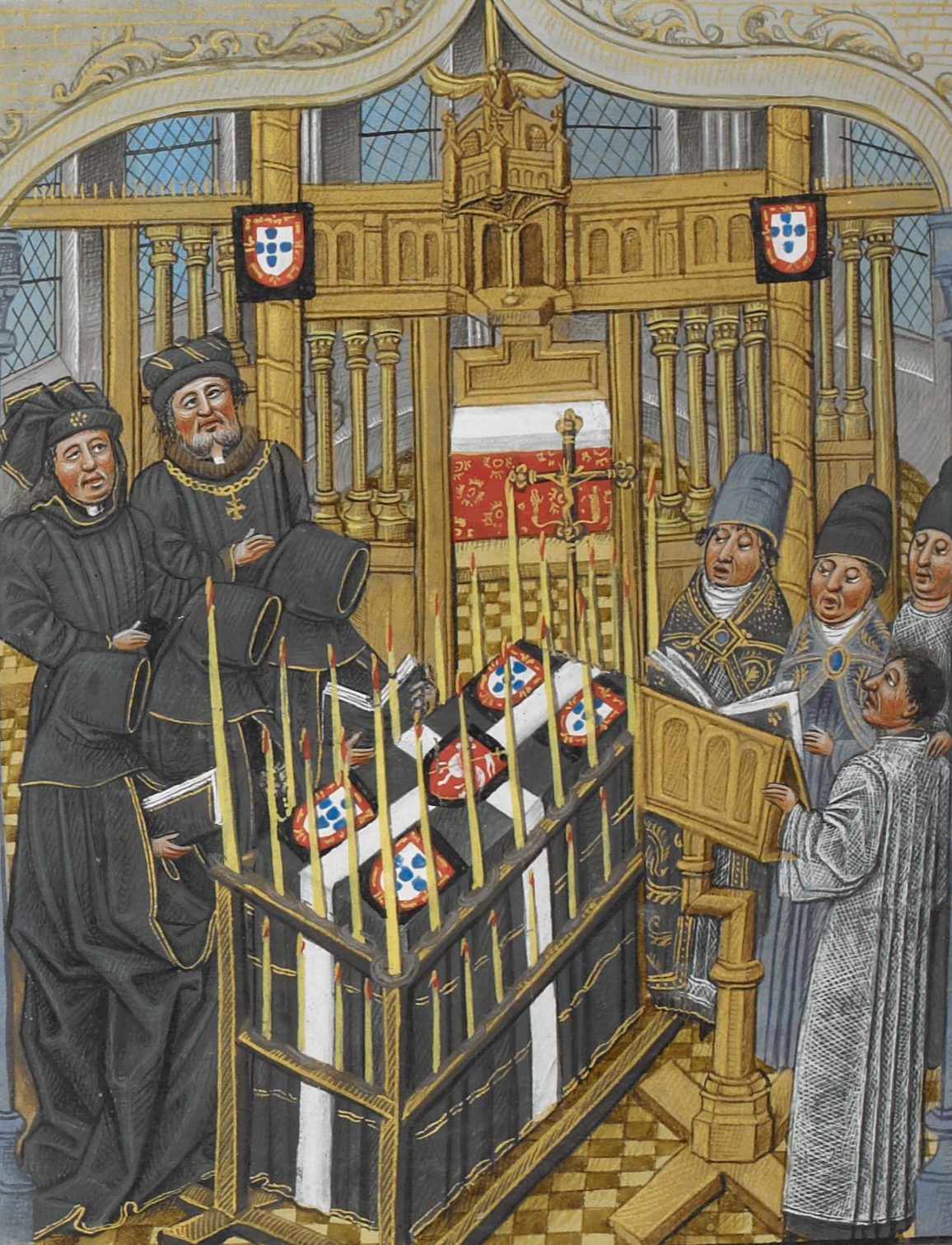
Funeral do rei. Crónica da Inglaterra (fim séc. XIV).

Os restos mortais de D. Fernando foram depositados no Convento de São Francisco, em Santarém, conforme o deixado em testamento pelo monarca. No século XIX, o túmulo foi alvo de sérios actos de vandalismo e degradação como resultado das Invasões Francesas, quando se partiu uma porção significativa das paredes do sarcófago ao se ter tornado difícil remover a tampa, e da extinção das ordens religiosas em 1834, quando o convento foi deixado ao abandono. Certo é que os restos mortais do rei se perderam para sempre, não tendo chegado nenhum registo dessa profanação aos dias de hoje.
Joaquim Possidónio da Silva, Presidente e fundador da Associação dos Architectos Civis e Archeologos Portugueses, toma a iniciativa de transportar o monumento funerário de D. Fernando para o Museu Arqueológico do Carmo (onde ainda hoje se encontra), em 1875, de modo a salvaguardar a sua integridade e dignidade de mais vandalismo.

## Bibiliografia
- Campos, Isabel (2008). Leonor Teles, uma Mulher de Poder?. Lisboa:Tese de Mestreado, Faculdade de Letras da Universidade de Lisboa
- Saraiva, José (1993). História de Portugal. Mem Martins: Publicações Europa-América
- Cardeira, Anabela (2012). Túmulo de D. Fernando I. Faculdade de Belas Artes da Universidade de Lisboa
- Marques, António (1980). História de Portugal. Lisb Palas Editores
- Mattoso, José (1993). História de Portugal, A Monarquia Feudal, Segundo Volume. [S.l.]: Círculo de Leitores. ISBN 972-42-0636-X